# Sint Barbaragasthuis (Haarlem)
Het Sint Barbaragasthuis was een gasthuis en later een hofje aan de Jansstraat in de Binnenstad van de  Noord-Hollandse stad Haarlem. Het enige dat resteert van het gasthuis is de voormalige toegangspoort.
Het gasthuis werd in 1435 gesticht door Hugo van Assendelft volgens een chronogram geschreven op de poort gebouwd in 1624 door Lieven de Key:
"OM dat WII oVt ende ingewikkelde sChenen verLaten
Heeft HVgo Van AffendeLf hIer gestICht tonfer baten"
De hoofdletters in deze chronogram zijn Romeinse cijfers (de W wordt gelezen als VV). Bij optelling van deze cijfers resulteert dit in het jaar van oprichting van het gastenhuis: 1 x M + 3 x C + 2 x L + 6 x V + 5 x I = 1435. 
Toen de functie als gasthuis in latere eeuwen werd geconsolideerd tot het Sint Elisabeth Gasthuis, werd het voormalig gasthuis een hofje. Dit hofje raakte echter in verval en werd verlaten. Het hofje werd in 1845 afgebroken, waarbij de voormalige toegangspoort als gedenkteken achterbleef.

## Fotogalerij

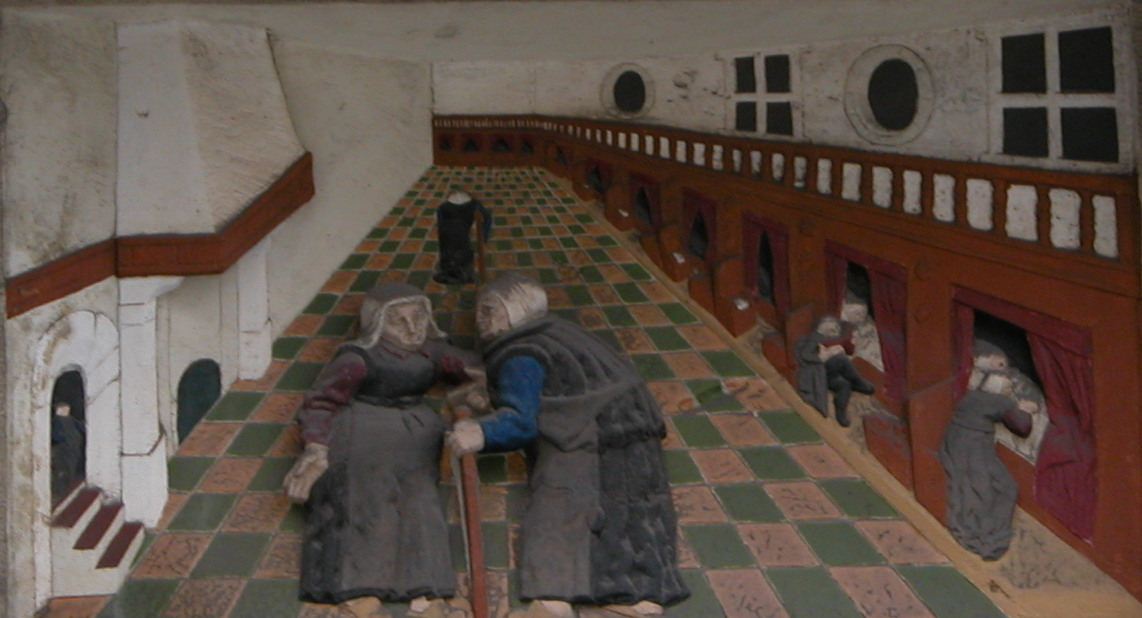
Het St. Barbara Gasthuis zoals het oorspronkelijk in de Jansstraat stond, werd gesticht met geld uit de nalatenschap van Hugo van Assendelft
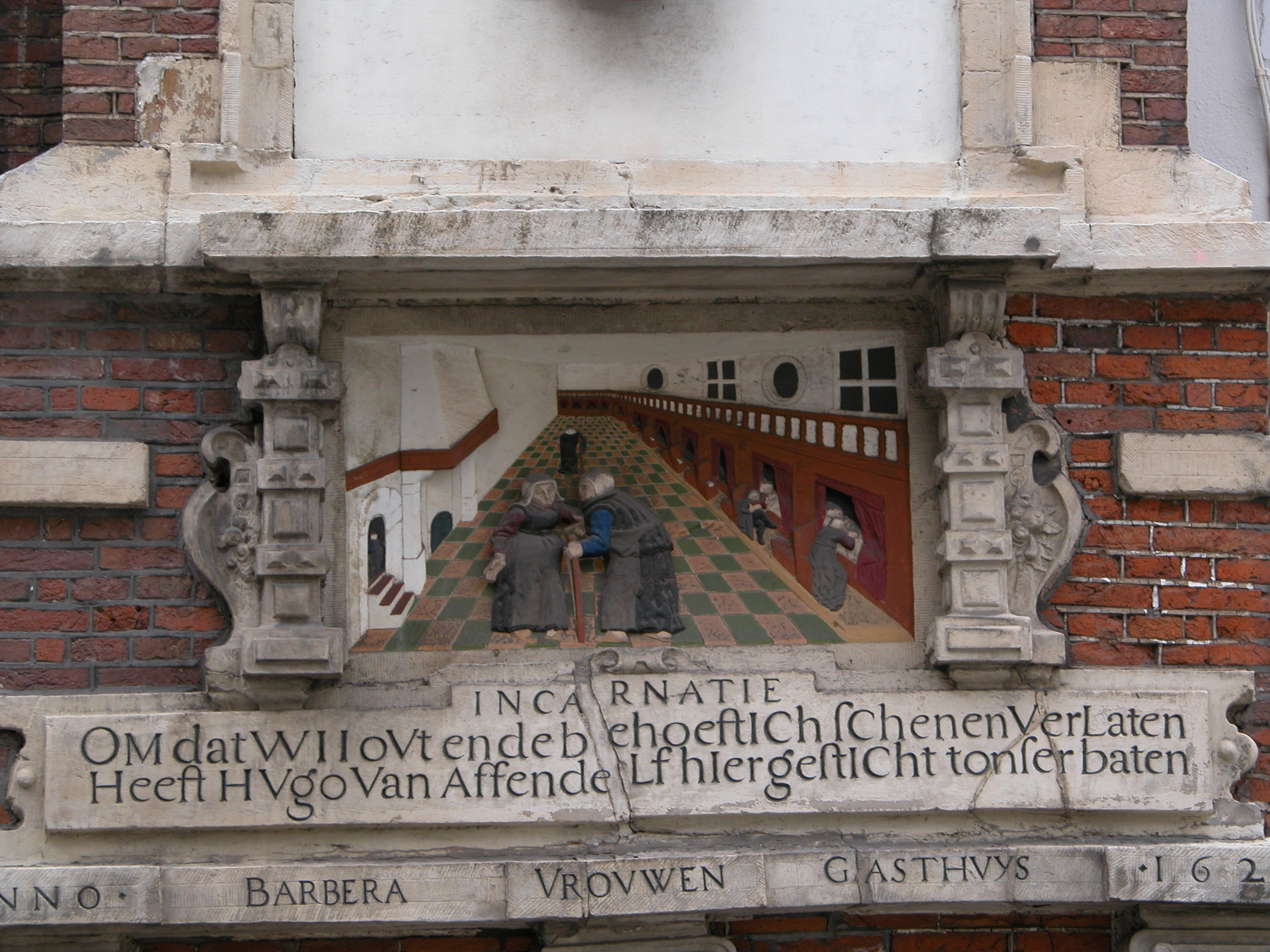
Chronogram onder de oude gevelsteen
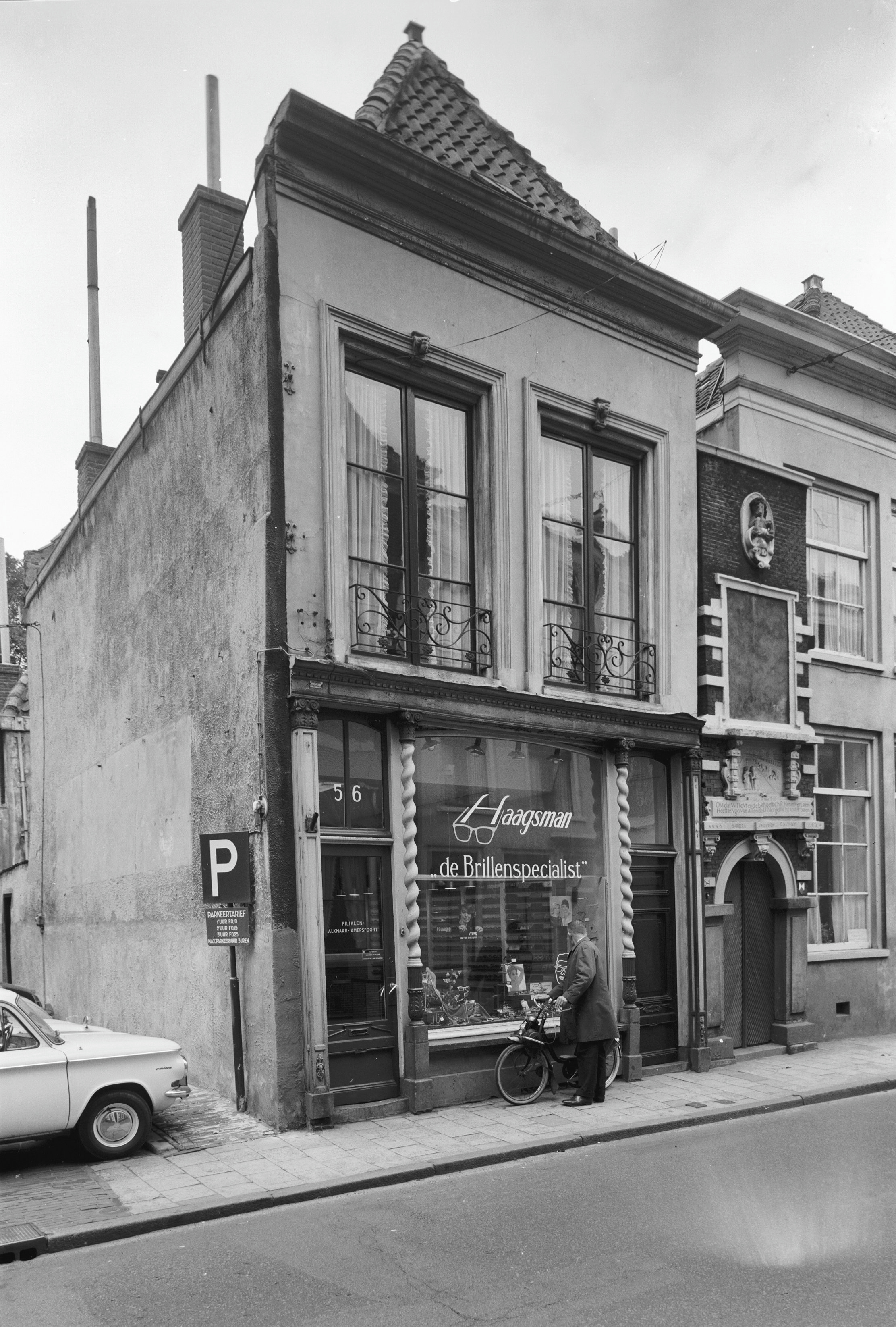
Poort in 1964
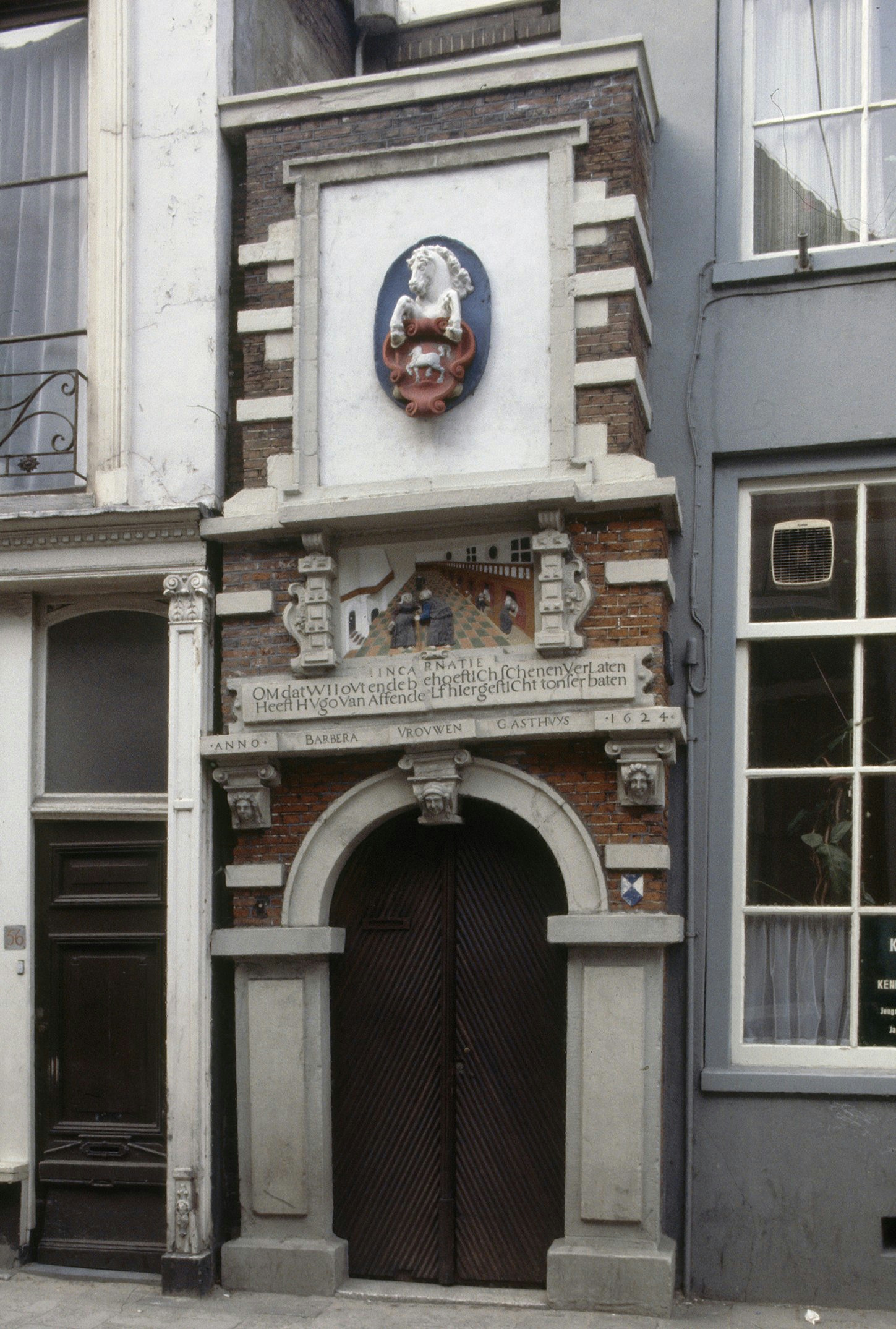
Toegangspoort na restauratie in 1984
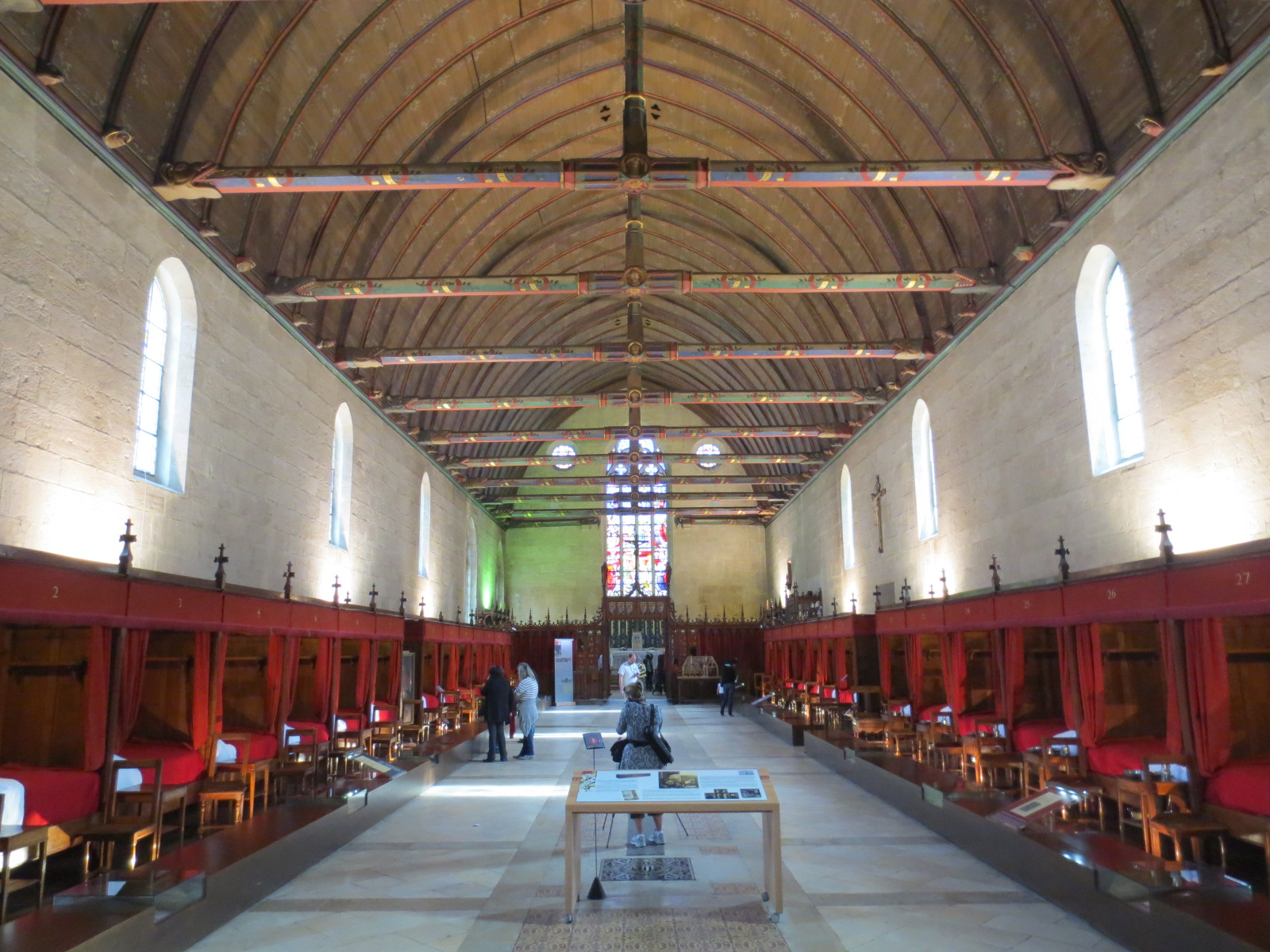
Vergelijkbare middeleeuwse beddenhal in Beaune